# 緬甸穆斯林大會
緬甸穆斯林大會，是緬甸的穆斯林政治組織，由1945年活動至1960年。

## 歷史
這個黨是與在1945年12月成立的反法西斯人民自由聯盟同時成立的。黨的第一任主席吳·拉扎克(雅泽)於1946年成為反法西斯人民自由聯盟曼德勒分支的主席。後來拉扎克被任命為昂山政府的教育和規劃部長，他一直擔任這個職位，直到他和昂山一起被暗殺。
拉扎克死後，秘書長吳·欽熱拉接任主席。他成為反法西斯人民自由聯盟最高委員會的成員，並在1950年被任命為司法部長，直到1958年他一直擔任職務。1948年獨立後的幾個月，新總理吳努要求緬甸穆斯林大會離開反法西斯人民自由聯盟。吳·欽熱拉決定停止該黨的伊斯蘭宗教活動，並重新加入反法西斯人民自由聯盟。1954年反法西斯人民自由聯盟最高委員會要求該黨完全併入反法西斯人民自由聯盟，並不再作為一個單獨的組織存在。雖然這個請求最初被拒絕了，但是兩黨還是在1956年合併了。
吳·欽熱拉立即重新建立了這個黨，他把它移向左派。它於1958年加入全國統一戰線聯盟，但於1960年離開，改名為潘泰大會，開始爭取為緬甸穆斯林成立一個單獨的邦。